# Ksenija Botjek
Ksenija Botjek (ukrainska: Ксенія Бочек), född 24 mars 2009, är en ukrainsk simhoppare.

## Karriär

### Junior
Vid junior-EM 2024 i Rzeszów tog Botjek guld i enmeterssvikten i åldersgrupp B. Vid junior-VM 2024 i Rio de Janeiro tog hon guld i parhopp från tremeterssvikten tillsammans med Diana Karnafel, brons i enmeterssvikten i åldersgrupp B samt brons i mixedlag tillsammans med Sofiya Vystakina, Mark Hrytsenko och Kyrylo Azarov.

### Senior
Vid simhopps-EM 2025 i Antalya gjorde Botjek sin mästerskapsdebut som senior och tog guld i parhopp från tremeterssvikten tillsammans med Diana Karnafel.